# São Domingos (Santiago)
Pour les articles homonymes, voir São Domingos et Domingos (homonymie).
São Domingos est une localité du Cap-Vert, située au sud-est de l'île de Santiago, dans les îles de Sotavento, sur la  route EN1-ST01 qui relie Praia à Assomada, à 16 km de la capitale.
Siège de la municipalité (concelho) de São Domingos, c'est une « ville » (cidade) – un statut spécifique conféré automatiquement à tous les sièges de municipalités depuis 2010.

## Population
Lors des recensements de 2000 et 2010, le nombre d'habitants était respectivement de 2 671 et 2 582. En 2012 il est estimé à 2 572.

## Éducation

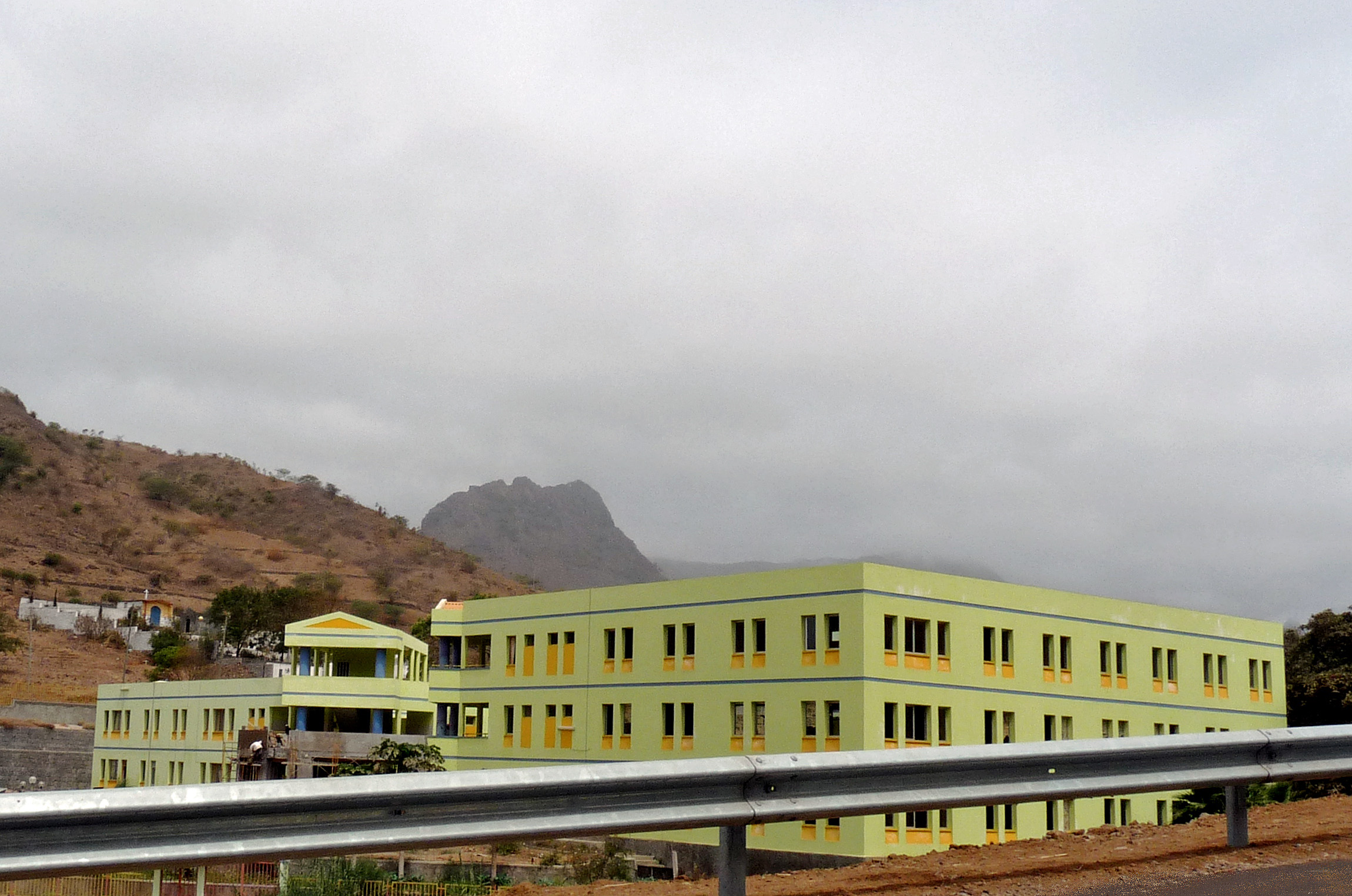
École secondaire Fulgêncio Tavares

L'école secondaire porte depuis 2010 le nom du musicien et compositeur local Fulgêncio Lopes Tavares, plus connu sous le nom de Anu Nobu.

## Jumelage
São Domingos est jumelé avec Barcelos (Portugal) depuis 1997.